# Tjeckoslovakiens upplösning

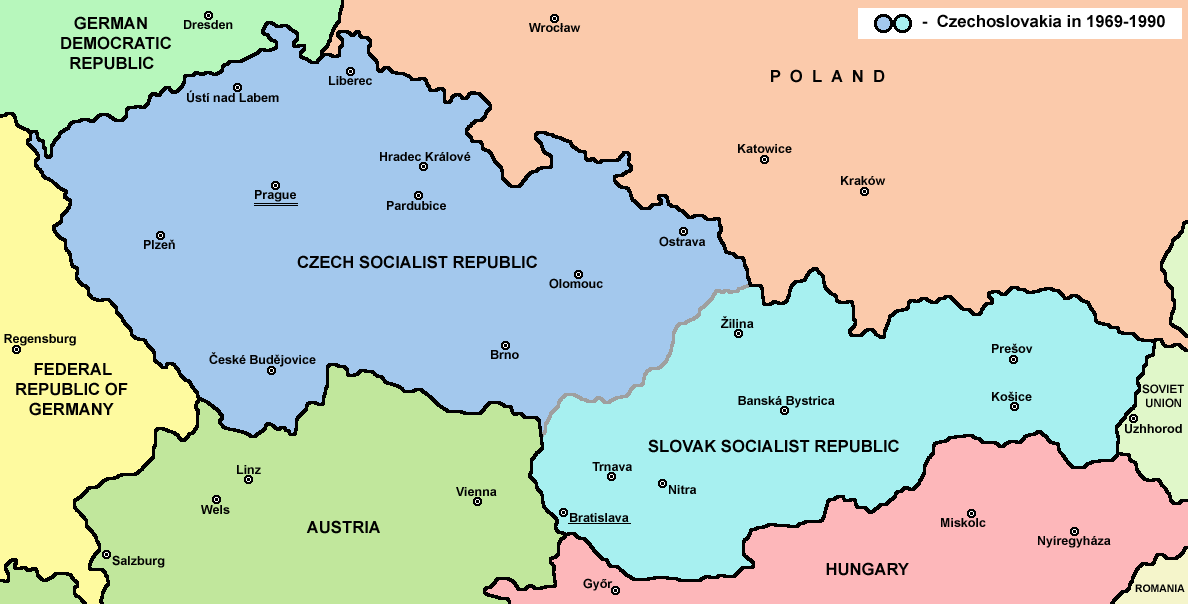
Tjeckoslovakien mellan 1968 (Tjeckoslovakiska federationens grundlag) och 1989 (Sammetsrevolutionen).

Tjeckoslovakiens upplösning (tjeckiska: Zánik Československa, slovakiska: Rozdelenie Česko-Slovenska) syftar på den process under tidigt 1990-tal som slutligen ledde till att Tjeckoslovakien under nyårsnatten 1992–1993 upplöstes, och i stället delades upp i två stater: Tjeckien och Slovakien. Processen kallas även för Sammetsskilsmässan, då 1989 års revolt mot det socialistiska styret i Tjeckoslovakien kallas sammetsrevolutionen.
Upplösningen har setts som ett föredömligt exempel på att lösa konflikter utan krig och våld, vilket ställs i kontrast till Jugoslavien, som vid samma tid upplöstes genom oroligheter och krig.

## Påverkan

### Sport
Eftersom Tjeckoslovakien deltog i flera sportevenemang som inte kom att avslutas förrän efter 1 januari 1993, tävlade gemensamma tjeckiska och slovakiska landslag i dessa tävlingar, för att därefter starta egna landslag. Samma sak gällde seriespel. I internationella ishockeyturneringar med upp- och nedflyttningssystem fick Tjeckien överta Tjeckoslovakiens plats i A-gruppen 1993, medan Slovakien fick starta om i C-gruppen 1994.

### Telefoni
Tjeckien och Slovakien fortsatte att använda Tjeckoslovakiens landsnummer (+42) fram till 28 februari 1997, då Tjeckien fick +420 och Slovakien fick +421.